# Eleutherodactylus pantoni
Eleutherodactylus pantoni es una especie de rana de la familia Eleutherodactylidae.

## Distribución geográfica y hábitat
Es endémica de Jamaica.

## Estado de conservación
Se encuentra amenazada por la pérdida de su hábitat natural. 